# Артуро Сандоваль
Артуро Сандоваль (ісп. Arturo Sandoval; нар. 6 листопада 1949 року) — кубинський джазовий трубач, піаніст і композитор. Народився в місті Артеміса на Кубі.
За роки життя на Кубі, Сандоваль формувався як музикант під впливом таких джазових легенд, як Чарлі Паркер, Кліффорд Браун та Діззі Гіллеспі. Із Діззі Гіллеспі Сандоваль зустрівся у 1977 році, після чого Гіллеспі став для нього наставником і колегою. Разом вони виступали на концертах у Європі та на Кубі, а пізніше Гіллеспі залучив Сандоваля до новоствореного The United Nations Orchestra.
У 1990 році, під час гастролей, Сандоваль емігрував до США, а в 1999 році отримав американське громадянство.
Період проживання Артуро Сандоваля на Кубі, а також його еміграція лягли в основу фільму компанії 2000 TV «For Love or Country: The Arturo Sandoval Story», головну роль у якому зіграв Енді Ґарсія. Сандоваль — автор 25 альбомів, володар 9 нагород Ґреммі (номінований на цю нагороду був 17 разів), 6 Billboard Music Award та одну Еммі.

### Творчість
У віці 13 років почав грати у сільському бенді. Спочатку він пробував грати на різних інструментах, але невдовзі зупинив свій вибір на трубі. У 1964 році розпочинає навчання у Кубинській національній школі мистецтв, де протягом трьох років займається академічною (класичною) грою на трубі. У віці 16 років він уже входить до складу Кубинського національного бенду всіх зірок, повністю віддається джазу, а Діззі Гіллеспі стає його кумиром. У 1971 році Сандоваля призивають до армії, але там він також має можливість щоденної практики, оскільки грає в Кубинському оркестрі сучасної музики (Orquesta Cubana de Musica Moderna).
Невдовзі Сандоваль, разом із Чучо Вальдесом та Пакіто Рив'єрою засновує бенд Irakere, що незабаром стає відомим у всьому світі. У 1978 році вони виступили на джазовому фестивалі у Ньюпорті, що відкрив їх для американської публіки, а компанія Columbia Records запропонувала контракт на запис альбому.
Продовжуючи творчі пошуки та дедалі більше вдосконалюючись, як музикант, Сандоваль покидає гурт Irakere у 1981 році та створює власний гурт. Вони вирушають у турне, виконуючи музику, що поєднала у собі джаз та афро-кубинську музику. Поряд із цим, Артуро Сандоваль виконує і академічну музику, зокрема, виступає із Симфонічним оркестром Бі-Бі-Сі та Ленінградським симфонічним оркестром.
Стрімка кар'єра Сандоваля виходить далеко за рамки джазового мейнстріму. Він здійснив записи з такими зірками світового джазу, як Джоні Метіс, Ґлорія Естефан, Кені Джі, Пол Анка, Дейв Ґрусін. Грав спільні концерти із Вуді Германом, Гербі Генкоком, Вуді Шоу, Стеном Ґетсом, Селін Діон, Тіто Пуенте, а нещодавно — із Алішією Кіз та Джастіном Тімберлейком. У січні 1995 Сандоваль разом з Паті ЛаБел, Тоні Беннетом, Ґлорією Естефан та гуртом Miami Sound Machine брав участь у шоу Super Bowl XXIX — програма називалася «Indiana Jones and the Temple of the Forbidden Eye» і була частиною реклами нового тематичного парку атракціонів Діснея. У 1997 році Сандоваль виступив у дуеті із Селін Діон на 69 церемонії вручення нагород премії «Оскар», разом вони виконали пісню I Finally Found Someone.
.
У 2001 році Сандоваля запросили взяти участь у записах ансамблю Ґордона Ґудвіна Big Phat Band. Він виконав соло у композиціях Sing, Sang, Sung і Mueva los Huesos.

## Артуро Сандоваль і Україна
25 червня 2016 року Артуро Сандоваль виступив у Львові [Архівовано 18 вересня 2021 у Wayback Machine.] на «Альфа Джаз Фест 2016» — шостому Міжнародному джазововому фестивалі, що тривав з 24 до 27 червня.
21 лютого 2017 року та 2 березня 2018 року з великим успіхом відбулися концерти Артуро Сандоваля у Київському Міжнародному центрі культури і мистецтв (колишній  Жовтневий палац).
27 лютого 2022 року під час Російського вторгнення в Україну Артуро Сандоваль підтримав Україну музикою. Він зіграв український гімн на трубі.

## Джерело
- Артуро Сандовал підтримав українців. Відео [Архівовано 3 серпня 2016 у Wayback Machine.] Українська правда 17.08.2014
- Артуро Сандоваль: «Музика потрібна для того, щоб захистити наше право на самовираження без обмежень» [Архівовано 28 травня 2016 у Wayback Machine.] Forbes.ua
- Севастополь — Jazz [Архівовано 21 лютого 2014 у Wayback Machine.](рос.)